# Слай Стоун
Слай Стоун (справжнє ім'я Сильвестр Стюарт; 15 березня 1943 — 9 червня 2025) — американський музикант, автор пісень та продюсер, учасник та соліст гурту Sly & the Family Stone, який відіграв важливу роль у створенні та розвитку фанк, соул, рок та психоделічної музики в 1960-х та 1970-х роках.
Живучи у Каліфорнії, він зумів опанувати декілька музичних інструментів у ранньому віці та, будучи дитиною, виконував госпел разом із братом Фредді та сестрою Роузі (які стали майбутніми учасниками гурту). У середині 1960-х він одночасно працював продюсером на Autumn Records та ді-джеєм на радіостанції KSOL. У 1966 році він створив гурт Sly & the Family Stone. Гурт створив такі хіти, як «Dance to the Music» (1968), «Everyday People» (1968), «Thank You (Falettinme Be Mice Elf Agin)» (1969). Також стали відомими такі альбоми, як Stand! (1969) та There's a Riot Goin' On (1971).
До середини 1970-х його проблеми з наркотиками та дивна поведінка поклали гурту кінець, після чого він записав декілька неуспішних власних альбомів. У 1993 року його ім'я, як учасника гурту, було занесено до Зали слави рок-н-ролу.

## Біографія

### Ранні роки
Сім'я Стюарта, що проживала в Дентоні (Техас), відносилася до людей середнього класу, вони були глибоко релігійними. Стюарт був другою з п'яти дітей, народившись 15 березня 1943 року, ще перед тим, як сім'я переїхала до Каліфорнії.
Будучи частиною церкви COGIC, батьки заохочували дітей до музики. Дітьми, Сильвестр, Фредді, Роузі та Вет створили гурт The Stewart Four та виконували госпел в COGIC і навіть записали сингл «On the Battlefield» із «Walking in Jesus' Name» на зворотній стороні платівки в 1952 році. Старша сестра, Лоретта, була єдиною дитиною в сім'ї, що не стала займатися музикою. Всі інші ж візьмуть собі прізвище Стоуна і стануть учасниками гурту.
Сильвестр був надзвичайно обдарованою людиною в музичному плані. До семи років він вже вправно грав на клавішних, а до одинадцяти вмів грати на бас-гітарі, гітарі та барабанах. Ще навчаючись у старшій школі, грав разом з іншими шкільними гуртами. Одним із гуртів був The Viscaynes, що виконував музику в стилі ду-воп. У цьому гурті лише Сильвестр та його друг, Френк Ареллано (філіппінець), були не білими, що зробило гурт унікальним в очах публіки. Це в майбутньому надихнуло Сильвестра на створення гурту з представниками різних національностей та статей. The Viscaynes випустили декілька місцевих синглів, включаючи «Yellow Moon» та «Stop What You Are». Протягом цього часу Сильвестр також записував власні сингли під псевдонімом Денні Стюарт. Разом із братом Фредді він створив декілька гуртів, наприклад, «Stewart Bros.», але вони довго не проіснували.
Псевдонім Слай був розповсюдженим для Стюарта ще з часів школи. Ще з самого початку його однокласники ненавмисно називали його «Слайвестер», з чого все і пішло.
У середині 1960-х Стоун працював ді-джеєм на радіостанції «KSOL», де він включав у свої плейлисти і білих виконавців, наприклад, «Бітлз» та «Роллінг Стоунз». Водночас він працював продюсером на Autumn Records, продюсуючи треки для гуртів із Сан-Франциско, у їх число входять The Beau Brummels, The Mojo Men, Боббі Фріман, перший гурт Грейс Слік The Great Society та ін.
Стоун впливав на радіостанцію KSOL-AM у плані введення соулу в ефір і став називати станцію K-SOUL. Друга була популярною станцією музики в стилі соул. Продовжуючи запускати «музику для тіла, розуму й душі» на KSOL, Слай Стоун грав на клавішних під пісні таких відомих музикантів, як Діонн Ворвік, The Righteous Brothers, The Ronettes, Боббі Фріман, «Джордж та Тедді», Фредді Кеннон, Марвін Гей, Dick and Dee Dee, «Джен та Дін», Джин Чендлер.
Вибравши сценічне ім'я «Слай Стоун», він створив гурт The Stoners в 1966 році, у якому Сінтія Робінсон грала на трубі. З нею він заснував свій наступний гурт Sly & the Family Stone. До Стоуна, Робінсон та Фредді приєдналися Ларрі Ґрем, Грег Ерріко та Джеррі Мартіні. Усі учасники вже достатньо довго займалися музикою, грали в багатьох інших любительських гуртах до цього. Граючи в районі Сан-Франциської затоки в 1967 році цей багаторасовий гурт справив велике враження. На перший трек Вет Стоун, Мері МакКері та Ельва Мутон із гурту Little Sister записали бек-вокал. В 1968 році Роузі Стоун (піаніно та вокал) приєдналася до гурту.

### Успіх «Sly & the Family Stone»
Разом із Джеймсом Брауном та «Парламент-Фанкаделік», Sly & the Family Stone були піонерами музики в стилі фанк наприкінці 1960-х та початку 1970-х років. Те, як вони з'єднували ритм у стилі ритм-енд-блюзу із мелодією, що легко запам'ятовується, приєднуючи до цього психоделію, створило новий поп/соул/рок гібрид, вклад якого в музику можна спостерігати і зараз. Стоун у своїй творчості одним із перших почав прогресивно дивитися на питання расової дискримінації, сексуальності та стилю. Він мав вплив на музикантів 1980-х років, наприклад, на Прінса та Ріка Джеймса. У 1990-ті Public Enemy, Норман Квентін Кук, Бек Гансен, Beastie Boys, LL Cool J та багато інших використовували каталог Стоуна для семплів.
«Найталановитіший музикант, якого я знаю — це Слай Стоун», — сказав Бутсі Коллінз в інтерв'ю журналу Mojo.
Після випуску альбому A Whole New Thing (1967), гурт заробив свій перший хіт «Dance to the Music», який пізніше був включений до однойменного альбому (1968). Хоча їх третій альбом (Life, 1968) також страждав від нестачі популярності, як A Whole New Thing, їх четвертий альбом Stand! став дуже успішним та популярним, цей альбом придбали більше трьох мільйонів разів. Пісня «Everyday People» стала хітом. До літа 1969 року ім'я гурту гриміло у кожному куточку музичної індустрії, вони випустили ще два хіти («Hot Fun in the Summertime» та «Thank You (Falettinme Be Mice Elf Agin)» / «Everybody Is a Star») наприкінці року та з'явилися на фестивалі у Вудстоці.
Після того, як гурт вирушив у гастролі через успіх альбому Dance to the Music, Sly & the Family Stone привернули увагу своїми яскравими виступами, що приваблювало та змушувало йти на виступи людей абсолютно різних національностей та рас. Коли Боб Марлі уперше виступав у США у 1973 зі своїм гуртом The Wailers в підтримку «Sly & the Family Stone» на їхньому концерті.

### Особисті проблеми та занепад
Зі славою та популярністю гурту з'явилися й нові проблеми. Відносини між учасниками псувались. Особливо конфліктували Стоун та його брати з Ларрі Грейем. Epic Records вимагали збільшити кількість матеріалу для релізу. Партія Чорних Пантер зажадала, щоб Стоун створював музику більш ‘войовничого’ характеру; щоб вона якнайкраще відображала ідеї руху за громадянські права чорношкірих американців; щоб білих музикантів Грега Ерріко та Джеррі Мартіні замінили чорношкірими, а також, щоб усунули Девіда Капралика (менеджер).
Після переїзду в район Лос-Анджелеса восени 1969 року, Стоун з учасниками гурту почали багато та часто вживати нелегальні наркотики, зазвичай, кокаїн та ФЦП. По мірі того, як учасники гурту все більше гаяли час у клубах та знаходились у стані наркотичного сп'яніння, продуктивність різко знизилась. У період з літа 1969 по осінь 1971 року гурт випустив лише один сингл («Thank You (Falettinme Be Mice Elf Agin)» / «Everybody Is a Star»), що був випущений у грудні 1969 року. Попередня пісня було однією з перших, що містила у собі потужні, фанкові біти, які використовувалися в музиці цього стилю в наступних десятиліттях. У цій пісні було добре продемонстровано інноваційну техніку гри Ларрі Грейема на бас-гітарі шляхом слепу.
«Thank You» ввійшов у список Billboard Hot 100 у лютому 1970 року. Також сингл був п'ятим у чарті R&B, він залишався там протягом п'яти тижнів, у той же час залишаючись № 1 в поп-чарті протягом двох тижнів весною 70-го, перед тим, як мільйон його копій було продано.
Перебравшись до Лос-Анджелеса зі своєю колишньою дівчиною Деборою Кінг (Карлос Сантана був одружений із нею з 1973 до 2007 року), його поведінка стала занадто непередбачуваною та дивною. Epic Records, не дочекавшись нового матеріалу, випустили альбом Greatest Hits в листопаді 1970-го. 1971 року гурт випустив свій п'ятий альбом (There's a Riot Goin' On). У ньому були присутні більш темні й тьмяні ефекти та звуки, ніж зазвичай. Стоун грав майже на всіх інструментах на цьому альбомі, також він записав більше вокалу, ніж було до того. Це був перший альбом, де застосували драм-машину, який випустили на такому впливовому лейблі.
Згуртованість гурту повільно почала підриватися, також популярність та продажі почали падати. Ерріко покинув гурт в 1971-му та був замінений Енді Ньюмарком. Ларрі Грейем та Стоун більше не були в дружніх відносинах, тому на початку 1972-го його було звільнено й замінено Русті Алленом. Пізніше гурт випускає альбоми Fresh (1973) та Small Talk (1974).
Запити на бронювання концертних місць у прямому ефірі для Sly & the Family Stone різко знизилися з початком 1970-х, бо промоутери боялися, що Стоун, або хтось із гурту відмовиться виступати, не прийде на концерт, чи помре від передозування. Ця проблема була регулярним явищем для гурту протягом 1970-х років і негативно вплинула на їхню здатність попередньо вимагати оплату за концерти. 1970 року було скасовано 26 з 80 виступів, також багато починалися невчасно. На багатьох концертах публіка бунтувала, якщо гурт не з'явився. Кен Робертс став промоутером, а згодом і генеральним менеджером гурту, коли ніхто не хотів мати з ними справу, через те, як вони відвідували концерти. У січні 1975 року Бабба Банкс (її чоловік) витягнув Роузі Стоун із гурту. Вона розпочала власну кар'єру і записувала альбоми під іменем Роузі Банкс в 1976-му. На деякий час Фредді Стоун приєднався до колективу Ларрі Грейема, Graham Central Station; після співпраці зі своїм братом в 1979-му над альбомом Back on the Right Track, він завершив музичну кар'єру та став пастором у місті Вальєхо. Гурт Little Sister також перестав існувати; Мері МакКері одружилася з Леоном Расселлом і випускала свої записи вже на його лейблі. Енді Ньюмарк став успішним барабанщиком та співпрацював із Джоном Ленноном, Roxy Music, Бі Бі Кінгом, Стівом Вінвудом та іншими.

### Пізніші роки
Стоун продовжив свою кар'єру та записав чотири сольних альбоми (High on You (1975) був випущений під його ім'ям, інші три під іменем гурту). У 1976 році він зібрав новий склад Family Stone та випустив альбом Heard Ya Missed Me, Well I'm Back. В 1979-му був випущений наступний альбом під назвою Back on the Right Track. У 1982 році світ побачив альбом Ain't but the One Way (який планувалося зробити разом із Джорджем Клінтоном), роботу над яким припинили, а потім відновили під керівництвом Стюарта Левіна. Жоден із цих альбомів не став комерційно успішним чи популярним.
Стоун також працював з «Фанкаделік» над альбомом The Electric Spanking of War Babies (1981), але це не принесло йому очікуваної слави. На початку 1980-х Слай Стоун був частиною проекту Джорджа Клінтона, Муруга Букера та «Фанкаделік» під назвою The Soda Jerks. Цей гурт записав якісний та цінний матеріал для альбому, але лише одна пісня була випущена. Проте Муруга Букер має плани на реліз матеріалу у майбутньому.
У червні 1983 року Стоун був арештований у Каліфорнії та звинувачений у володінні кокаїном.
Стоун встиг взяти участь у турі з Боббі Вомаком влітку 1984-го і продовжував нечасто з'являтися на альбомах інших музикантів. В 1986-му Стоун взяв участь у розробці треку «Crazay» з альбому Shockadelica Джессі Джонсон.
У 1987 року Стоун випустив сингл, «Eek-a-Boo Static Automatic», із саундтреку до фільму «Душевна людина», а також пісню, «I'm the Burglar», із саундтреку до фільму «Грабіжниця». Також брав участь у створенні «Just Like A Teeter-Totter», що з'явилася на альбомі гурту The Bar-Kays 1989 року. У 1988 та 1989 роках він написав та спродюсував збірку невипущених треків у домашній студії, що в Нью-Джерсі. Пісні «Coming Back for More» та «Just Like A Teeter-Totter» входять у цю збірку.
У 1990 році він записав вокал для пісні, «Good Time», гурту Earth, Wind & Fire. У 1991 року він разом із гуртом 13CATS виконав кавер-версію пісні «Thank You (Falettinme Be Mice Elf Agin)». Разом із Боббі Вомаком записав вокал для пісні, «When the Weekend Comes», із альбому Вомака під назвою I Still Love You.
У 1995 році Чейз Меллен III звинуватив Стоуна у тому, що той попсував йому майно в особняку, який Чейз йому дав напрокат 1993 року.
Його останній важливий вихід на публіку до 2006 року відбувся 1993 року під час церемонії занесення імен учасників гурту Sly & the Family Stone до Зали слави рок-н-ролу. У 2003 році шість учасників гурту пішли до студії, щоб записати альбом, запросивши Стоуна, але той відмовився.
Декілька записів, що були зроблені (наприкінці 1980-х) у домашній студії, були випущені у вигляді бутлеґів. Один демо-запис Стоуна, що називається «Coming Back for More», виявився дещо автобіографічним. У ньому була така строфа: «Been so high, I touched the sky and the sky says 'Sly, why you tryin' to get by?' Comin' back for more.» Син Стоуна, Сильвестр молодший, у 1997 році розповів журналу «Піпл», що його батько записав багато матеріалу, який можна було б випустити. У цей список входить і збірка матеріалів під назвою «Miles and Miles», яка присвячена Майлзу Девісу.
У 2009 році документальний фільм під назвою «Coming Back for More» роз'яснив жахливий фінансовий стан Стоуна.
У січні 2010 року Стоун подав у суд на колишнього менеджера гурту, Джеррі Гольдштейна, щоб відсудити близько 52 мільйонів доларів.

## Особисте життя
Стоун одружився з Кеті Сілвою 5 червня 1974 року під час виступу на Медісон-сквер-гарден. Їх вбрання було створено Хальстоном (дизайнер). Вони детально розробили план світлового шоу, але їх повідомили про те, що потрібно сплатити 125 000 $, щоб все було організовано з відповідними заходами безпеки. Вони відмовились, тому світлового шоу так і не сталося. Вони розлучилися в 1976 році, після того, як собака Стоуна поранила їх сина. Також Сілва в інтерв'ю журналу Піпл сказала, що Стоун грубо поводився з нею та бив, але, незважаючи на це, вони час від часу мирилися і він обіцяв стати кращим до останнього моменту.

### Діти
- Сильвестр Молодший (нар. 1973). Мати Кеті Сілва[14].
- Сильветт Робінсон (нар. 1976). Мати Сінтія Робінсон (1944—2015)[15].
- Новена Кармел (нар. 1982). Вона співачка.

### Сім'я
Мозес Тайсон молодший є його кузеном.